# O'Chiese Cemetery 203A
O'Chiese Cemetery 203A är ett reservat i Kanada.   Det ligger i provinsen Alberta, i den centrala delen av landet, 2 900 km väster om huvudstaden Ottawa.
I omgivningarna runt O'Chiese Cemetery 203A växer i huvudsak blandskog. Trakten runt O'Chiese Cemetery 203A är nära nog obefolkad, med mindre än två invånare per kvadratkilometer.